# 崔媽媽基金會
崔媽媽基金會（英語：TSUEI MA MA Foundation for Housing and Community Services），是臺灣的一個社團組織。

## 起源
1986—1990年間，臺灣房價快速上漲。1989年6月間，臺灣爆發無殼蝸牛運動。當時的無殼蝸牛們為了抗議狂飆的房價，由李幸長為代表的一群國民小學老師發起了「無住屋者團結組織」，並於1989年8月26日於台灣房價地價最貴的台北市忠孝東路四段舉辦了「萬人夜宿忠孝東路」戶外抗議行動。
1989年6月，當時還是大學法律系學生的崔梅蘭在朋友的引介與慫恿下，加入無住屋者團結組織的義工團，積極參與無殼蝸牛運動的各項企劃，獲得父母大力支持。同年9月28日（教師節），有百對妝扮整齊的情侶參加無殼蝸牛運動在中正紀念堂廣場舉行的「無屋佳偶」街頭結婚典禮；其中有一對看起來年過半百的夫婦，身著婚紗的太太坐在輪椅上、由丈夫和女兒推著緩緩前行，這對夫妻是崔梅蘭的母親崔陳水金與父親崔長英。當時崔陳水金罹患肺癌已至末期，說服家人和主治醫師注射止痛藥，強忍病痛、穿起婚紗參加街頭婚禮，為的是向丈夫表達愛情、以及再次肯定她對女兒信念的支持。當婚禮進入尾聲，群眾唱著羅大佑原唱的歌〈戀曲1990〉以示祝福；而天空飄下毛毛細雨時，崔陳水金沾滿雨絲的臉上流露出欣慰滿足的笑容。
1989年9月30日，崔陳水金去世。為了向崔陳水金致敬，1989年10月15日，無住屋者團結組織徵得崔家同意，以崔陳水金為名成立「崔媽媽租屋服務中心」。1994年10月16日，「社團法人中華民國住宅暨社區服務協進會」成立，獨立於無住屋者團結組織之外，繼續經營崔媽媽租屋服務中心。2000年7月3日，中華民國住宅暨社區服務協進會轉型為「財團法人崔媽媽基金會」。2013年，由崔媽媽基金會催生成立以租屋服務為主的社會企業「蝸牛社會企業有限公司」。
在住宅政策倡議的工作，崔媽媽基金會參與了2010年社會住宅推動聯盟的催生及2014年巢運的發起，為臺灣世代的居住正義而努力。
崔媽媽基金會自1996年12月推出搬家公司評鑑制度，期望透過評鑑制度讓消費者找到優良的業者、獲得優質的服務，同時藉由市場機制迫使不肖業者回歸正派經營，讓搬家的民眾得到居身安全。崔媽媽的搬家公司評鑑制度不在於發給獎牌或給證書，而是持續對業者的監督與輔導，重點分為兩方面：消費者方面，提供一份真正優良的業者名單，並每月更新，並不因為時間的遞移而影響其正確性；業者方面，藉由消費者長期監督與問卷回函，讓業者找出搬家流程中最常出問題的環節，作為業者自我學習、提昇品質的依據。

## 外部連結
- 財團法人崔媽媽基金會 （页面存档备份，存于）
- 崔媽媽基金會的Facebook專頁
- 崔媽媽優良搬家網的Facebook專頁
- 搬家- 崔媽媽評鑑優良搬家公司 （页面存档备份，存于）
- 搬家回頭車 （页面存档备份，存于）
- 搬家大小事影片 （页面存档备份，存于）
- YouTube上的崔媽媽基金會頻道